# Ian Falconer
Ian Woodward Falconer (25. srpna 1959 — 7. března 2023) byl americký ilustrátor, komerčně úspěšný autor, scénograf a kostýmní návrhář. Narodil se v Ridgefieldu v Connecticutu, absolvoval soukromou střední školu The Cambridge School of Weston, na New York University vystudoval historii umění a na Parsons School of Design a Otis Art Institute malbu. Vytvořil třicítku titulních stran, velkou část z nich pro časopis The New Yorker. Jeho další práce se objevují ve světě opery, baletu a krásných umění. Nejvíce se proslavil knihami o prasátku Olivii a jeho dobrodružstvích, z nichž první vznikla jako neobvyklý dárek pro novorozenou neteř.

## Prasátko Olivie
Prasátko Olivie je smyšlená postava ze série dětských knih napsaných a ilustrovaných Ianem Falconerem.

### Kniha
Kritikou uznávaný knižní bestseller Olivie se dostal na seznam nejprodávanějších knížek pro děti deníku New York Times a získal ocenění Caldecott Honor za rok 2000. Druhá kniha o bujarém, vynalézavém a roztomilém prasátku Olivie zachraňuje cirkus se v deníku New York Times probojovala na seznam nejlepších ilustrovaných knih za rok 2001, titul Olivia… and the Missing Toy nominovala společnost American Booksellers Association na cenu Book Sense Book of the Year. Olivia Forms a Band získala v roce 2006 Child Magazine's Best Children's Book Award, s pokračováním Olivia Helps with Christmas vyhrál Falconer dětskou cenu pro ilustrátora roku v rámci Children's Choice Book Awards.
Olivie ve světě dětských obrázkových knih vyčnívá především svým strohým minimalismem. Falconer se při jejím ilustrování inspiroval stylem Dr. Seusse a rozhodl se doprovodit ji úspornými černobílými obrázky příležitostně zvýrazněnými červenou, ke které v jednotlivých knihách vždy přidává jednu další doplňující barvu.
Knihy o Olivii byly přeloženy do mnoha jazyků: francouzštiny, němčiny, španělštiny, portugalštiny, italštiny, nizozemštiny, čínštiny, japonštiny, dánštiny, švédštiny, finštiny, ruštiny, hebrejštiny a latiny. V roce 2013 vyšly první dvě knihy ze série také česky v nakladatelství B4U Publishing.

### Animovaný seriál
V roce 2008 navázaly kabelová televize Nickelodeon a produkční společnost Chorion spolupráci a přetvořily úspěšnou knižní řadu v animovaný televizní seriál. Počítačově generovaný 3D seriál byl produkován animačním studiem Brown Bag Films, které získalo nominaci na cenu Oscar americké Akademie filmového umění a věd. Vysílání začalo 26. ledna 2009.

### Další výskyty Olivie
V roce 2006 se Olivie stala jednou z osmi literárních postav, které se objevily na speciálních známkách vydaných americkou poštovní službou v rámci série „oblíbená zvířátka z knížek pro děti“.
V roce 2011 se Chorion dala dohromady s vývojářskou společností Polin8 Media a vytvořila interaktivní aplikaci pro iPad nazvanou „Olivia Acts Out“ (Olivie a školní besídka). Aplikace je k dostání v internetovém obchodě iTunes.

## Divadlo
Pod vedením Davida Hockneyho se Ian Falconer v roce 1987 podílel na návrzích kostýmů pro inscenaci Tristan a Isolda, kterou uvedl soubor Los Angeles Opera, v roce 1992 spolu vytvořili scénu a kostýmy pro inscenaci Turandot pro Lyric Opera of Chicago. Pracoval na kostýmech pro inscenaci Žena beze stínu uvedenou v Královské opeře (Royal Opera House) v londýnské čtvrti Covent Garden. V roce 1996 Falconer navrhl scénu pro inscenaci eseje Davida Sedarise Santa Land Diaries, která byla uvedena v Atlantic Theater Company. Pro studenty School of American Ballet při souboru New York City Ballet připravil dekorace a kostýmy představení Scènes de Ballet (1999) a Variations Sérieuses (2001), stejně jako pro inscenaci Pták Ohnivák (1999) uvedené v Boston Ballet. Falconerovým zatím posledním divadelním projektem je Stravinského Hra v karty s choreografií Petera Martinse. Všechna tato díla se dodnes hrají v divadlech po celých Spojených státech amerických.

## Další výtvarné práce
Ian Falconer vytvořil také přes dvacet titulních stran pro časopis The New Yorker a navrhl alegorické vozy pro novou Main Street Electrical Parade v Disneylandu.